# Karl Dodd
Karl Dennis Dodd (Southport, 13 novembre 1980) è un allenatore di calcio ed ex calciatore australiano, di ruolo difensore.